# 朱訏淵
伊莊王朱訏淵（1478年—1526年），明朝第五代伊王，定王朱諟鋝的嫡第一子。他在正德六年（1511年）襲封伊王，他在位十五年，在嘉靖五年（1526年）去世，無子，一年後其弟濟源王朱訏淳嗣位。